# 朱先发
朱先发（1948年2月—），天津人。中国安徽省官员，经济学学士，副研究员，1985年5月加入中国共产党。
1968年10月，成为安徽省长丰县永红公社的下放知青。1970年成为工人。1978年2月至1982年1月，在安徽大学政治经济学专业。大学毕业后，进入安徽省计委综合处工作。1985年2月起，历任安徽省计划委员会主任科员、副处长、处长、副主任，省发展计划委员会副主任、主任，省发展和改革委员会主任等职。2006年2月被补选为安徽省人大常委会副主任。